# Чернятка (Винницкая область)
Черня́тка (укр. Чернятка) — село на Украине, находится в Гайсинском районе Винницкой области.
Код КОАТУУ — 0520486403. Население по переписи 2001 года составляет 1400 человек. Население по данным 2023 года составляет 898 человек. Почтовый индекс — 24430. Телефонный код — 4352.
Занимает площадь 41,16 км².
Церковь Успения Пресвятой Богородицы с. Чернятка.

## Местная власть
24450, Винницкая область, Гайсинский р-н, с. Джулинка, ул. Соборная, 1.